# GPS-Woche
Als GPS-Woche (englisch GPS week) wird eine durchlaufende Wochenzählung im GPS-Signal bezeichnet, die zu Jahresbeginn 1980 für das Satelliten-Navigationssystem Global Positioning System (GPS) der USA eingeführt wurde. Da das GPS-Signal kein absolutes Datum übermittelt, wird sie von Empfangsgeräten verwendet, um zusätzlich anhand der GPS-Wochenzeit (Time of Week, kurz TOW) auf die GPS-Zeit zu schließen.

## Allgemein
Die GPS-Woche beginnt am Sonntag gegen 00:00 UTC, genauer um 00:00 Uhr GPS-Zeit. Der genaue Zeitpunkt verschiebt sich gegenüber UTC, weil bei der GPS-Zeit im Gegensatz zur UTC keine Schaltsekunden eingefügt werden. Zusätzlich zur GPS-Woche liefert die GPS-Zeit die Anzahl der Sekunden seit Beginn der GPS-Woche (0 – 604799 Sekunden).
Die durchlaufende Zählung der Wochennummer hat mehrere Gründe beziehungsweise Vorteile:
1. eine einfache, genäherte Zeitangabe für verschiedene GPS-Dienste
2. der Wochenzähler reicht für knapp 20 Jahre und benötigt nur 10 Bit (Zählung 0 bis 1023)
3. Der präzise P-Code des GPS-Satellitensignals hat eine darauf abgestimmte Länge von 38 Wochen (266 Tage) und kann auf einfache Weise in verschiedene Segmente unterteilt werden (siehe P/Y-Code).
4. Die genaue Zeitangabe einer GPS-Woche kann sich auf die Dimension Sekunde beschränken (1 Woche = 604.800 s), wodurch
5. ein einfacher Bezug zur Atomzeit gegeben ist (konstante Differenz).

## GPS-End-of-Week-Rollover
Der Nullpunkt für den GPS-Wochenzähler ist der 6. Januar 1980 00:00 UTC (6. Januar 1980 01:00 MEZ). Da die aktuelle GPS Navigation Message nur die 10 niedrigstwertigen Bits der Wochennummer überträgt, kommt es nach Ablauf von jeweils 1024 Wochen zu einem Überlauf des Wochenzählers (Week Number Rollover, WNRO) von Binärwert 1111111111 (10 Bit, dezimal 1023) auf 0000000000 (dezimal 0). Dieser Sprung wird mit dem englischen Begriff GPS End-of-Week Rollover bezeichnet. Betroffen von der Problematik sind nicht nur GPS-Geräte, sondern alle Informationssysteme, die die Zeit des GPS nutzen, wie beispielsweise Zeitserver. Üblicherweise – vor allem bei aktuellen Systemen – wird der Rollover von der Software (Firmware) des betreffenden Geräts in der Berechnung berücksichtigt, während bei älteren Navigationssystemen teilweise Defizite zu bestehen scheinen.

### 1999
Im August 1999 führte das Erreichen von GPS-Woche 1023 (und zur UT-Mitternacht Samstag/Sonntag der Sprung auf Null) zu einer ähnlichen Situation, wie sie vier Monate später für das Jahr-2000-Problem erwartet wurde. Sie galt vielen als Testfall hierfür; es gab keine nennenswerten Pannen mit GPS-Empfängern.
In der mitteleuropäischen Zeitzone (MESZ) trat dieser besondere „End-of-Week-Rollover“ um 01:59:47 Uhr am Morgen des 22. August ein, an dem also der Wochenzähler der GPS-Zeit von 1023 auf 0 sprang. Solche Sprünge hätten Steuersysteme und Industrieanlagen verwirren können, die GPS-Signale als Zeitnormal benutzen, da diese Systeme auf das Datum 6. Januar 1980 zurückdatiert worden wären.

### 2019
Der letzte, insgesamt zweite Rücksprung von 1023 auf 0 fand am 7. April 2019 um 01:59:42 MESZ statt.
Am 3. November 2019 führte dieses WNRO-Ereignis auch zu einer Störung des Zugbeeinflussungssystems ETCS in der ICE-1-Flotte und damit zu deren plötzlichen Ausfall auf der Achse München–Berlin. Bei verschiedenen mit ETCS ausgerüsteten Fahrzeugen in der Schweiz trat der Fehler ebenfalls auf, führte jedoch nur zu einer falschen Anzeige von Datum und Uhrzeit auf dem Führerraumdisplay.

### 2038
Nach weiteren 1024 Wochen wird dann am 20. November 2038 wieder ein Rücksprung eintreten. In dem Jahr steht bereits im Januar in Informationssystemen ein anderes, wesentliches Ereignis an, das als „Jahr-2038-Problem“ bezeichnet wird.